# Tudor Merchant's House
Tudor Merchant's House er et byhus fra 1400-tallet i Tenby, Pembrokeshire, i det sydvestlige Wales.
Huset blev opført i sten i slutningen af 1400-tallet. på dette tidspunkt var Tenby en travl havneby, og beboere i denne tpye hus vil have været købmænd, der har importeret og eksporteret varer fra havnen.
Bygningen består af tre etager; stueetagen blev oprindeligt brugt som købmandsbutik, første sal var familiens bolig, mens anden sal var soveværelser. Der var adgang til første sal via en trappe på ydersiden af huset, mens toilettet har været i tårnet på siden af huset. The ceilings are supported by oak beams.
Bygningen er det ældste hus i Tenby, og det er en listed building af første grad, hvilket den blev d. 19. marts 1951. Huset blev doneret af Tenby Corporation til National Trust i 1938, der herefter renoverede bygningen.
I dag drives den som et museum, og huset er indrettet og møbleret som det har været omkring år 1500 med en blanding af originale og reproducerede genstande.